# Antanas Sniečkus

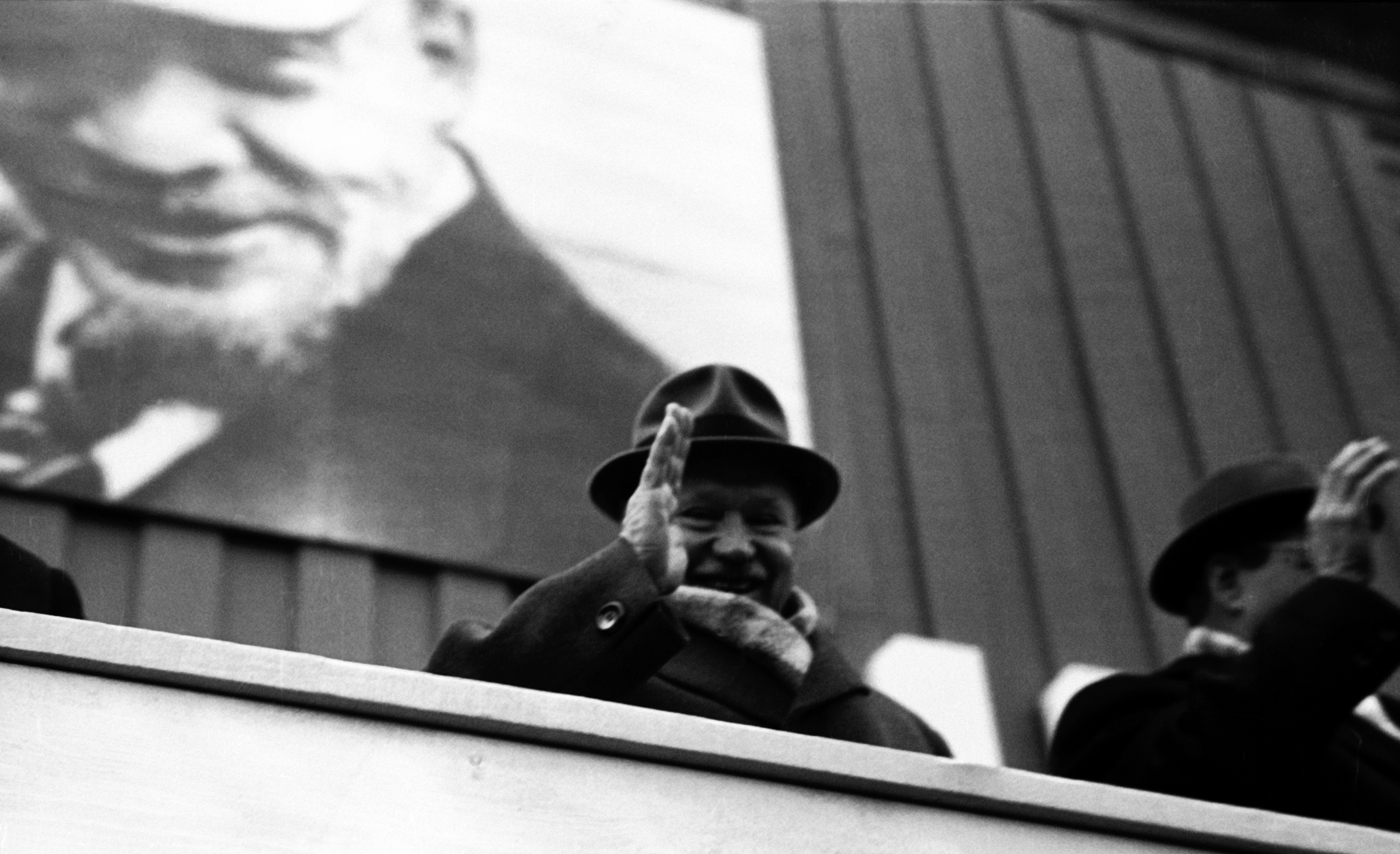
Antanas Sniečkus

Antanas Sniečkus (* 25. Dezember 1902jul. / 7. Januar 1903greg. in Bubleliai bei Šakiai; † 22. Januar 1974 in Druskininkai) war der Führer der kommunistischen Partei (KP) Litauens und ab August 1940 bis zu seinem Tod ihr Erster Sekretär.

## Vorkriegsjahre
Sniečkus’ Familie floh während des Ersten Weltkrieges nach Russland, wo sie 1917 die Oktoberrevolution erlebte. 1919 kehrte sie nach Litauen zurück und mit 17 Jahren war Sniečkus Mitglied der kommunistischen Partei. Wegen Aktivitäten gegen die Regierung wurde er verhaftet. Auf Kaution entlassen, floh er nach Moskau und wurde Mitglied der Komintern. Er erwarb das Vertrauen von Zigmas Angarietis und Vincas Mickevičius-Kapsukas und wurde Mitglied des Zentralkomitees der kommunistischen Partei Litauens. 1926 sandte ihn die Komintern nach Litauen, um den exekutierten Karolis Požėla als Vorsitzenden der verbotenen und im Untergrund arbeitenden KP zu ersetzen. Bis 1930 war er in subversive Aktivitäten involviert, wurde erneut verhaftet und 1933 gegen politische Gefangene in der Sowjetunion ausgetauscht. 1936 nach Litauen zurückgekehrt, wurde er 1939 verhaftet und zu 8 Jahren Gefängnis verurteilt.

## Okkupation Litauens
Nachdem die Armee der Sowjetunion im Juni 1940 in Litauen einmarschiert war, wurde Sniečkus am 18. Juni 1940 aus dem Gefängnis entlassen und zum Chef für nationale Sicherheit ernannt. Der Vizekommissar für Äußeres, Wladimir Dekanosow, erschien bereits am 15. Juni in Litauen, um die Eingliederung des Landes in die Sowjetunion zu organisieren. Als Parteisekretär führte Sniečkus die Anweisungen Dekanosows im Auftrag der Partei aus. Im Vorfeld zu den Wahlen des sogenannten Volksparlaments am 14. Juli 1940 half er mit, eine Atmosphäre des Terrors zu schaffen. Sniečkus war der Initiator der ersten Massendeportation von Litauern zwischen dem 14. und 19. Juni 1940. Er deportierte selbst seinen Bruder samt Familie nach Sibirien, wo dieser verstarb. Nur die KP und mit ihr nahestehende Gruppen konnten zu den Wahlen Kandidaten nominieren. Die Bevölkerung wurde auf verschiedene Arten gezwungen, an der Wahl teilzunehmen, die Ergebnisse dennoch gefälscht. Am 21. Juli erklärte das Volksparlament, dass das „litauische Volk sich der Sowjetunion anzugliedern“ wünsche. Der Prozess der Annexion war damit formal beendet und die Sozialistische Sowjetrepublik Litauen geschaffen. Vom 15. August 1940 bis zu seinem Tod 1974 war Sniečkus 1. Sekretär der Litauischen KP.

## Zweiter Weltkrieg
Sniečkus setzte sich 1941 mit der Roten Armee nach Moskau ab. Am 26. November 1942 wurde dort unter seinem Kommando die Litauische Partisanenbewegung (Lietuvos partizaninio judejimo štabas) gegründet. Die Existenz des Kommandos sollte den Einsatz sowjetischer Partisanen als den litauischer Partisanen kaschieren; tatsächlich übermittelten die verschiedenen, von Moskau aus eingesetzten Partisanengruppen ihre Nachrichten aber an das „Zentrale Partisanenkommando“ und nicht direkt an das Kommando der Litauischen Partisanenbewegung. Es wird angenommen, dass 5.000 Menschen an den sowjetischen Untergrundaktivitäten in Litauen beteiligt waren. Da die Gruppen, anders als die SOE-Kommandos in Frankreich, meist auf Selbstversorgung mit Nahrungsmitteln angewiesen waren, kam es auch zu Übergriffen auf die Bevölkerung wie im Massaker von Koniuchy.
Während des Vordringens der Roten Armee 1944 floh Sniečkus’ Mutter, ebenso wie zwei seiner Brüder und drei seiner Schwestern, aus Litauen nach Westen. Er selbst kehrte mit anderen Mitgliedern des ZK der KP in seine Heimat zurück. Wiederum organisierte er Massendeportationen von Litauern.

## Sowjetrepublik
Ab 1948 begann Sniečkus, die Zwangskollektivierung in der Landwirtschaft voranzutreiben. Mit den üblichen Mitteln – Mord, Terror, Deportation und Propaganda – erreichte er bis 1952 ein fast vollständiges Verschwinden einer selbstständigen Bauernschaft. Die landwirtschaftliche Produktion fiel dramatisch auf das Niveau der Produktion in der übrigen Sowjetunion zurück.
1949–50 verteidigte Sniečkus erfolgreich alte kommunistische Mitkämpfer aus der Zeit der Illegalität, die stalinistischen Schauprozessen in Moskau unterzogen werden sollten. In der Folge war Litauen die einzige Sowjetrepublik, die keinen einzigen alten KP-Kader verlor. Sniečkus gestaltete nun seine Politik nationaler, sabotierte gelegentlich Anweisungen der sowjetischen Regierung und verteidigte Privilegien der autonomen Republik. Mit einer Amnestie Nikita Chruschtschows nach Stalins Tod wurden viele politische Gefangene aus dem Gulag sowie Deportierte aus Arbeitslagern entlassen; Sniečkus verweigerte den entlassenen Litauern allerdings die Rückkehr.

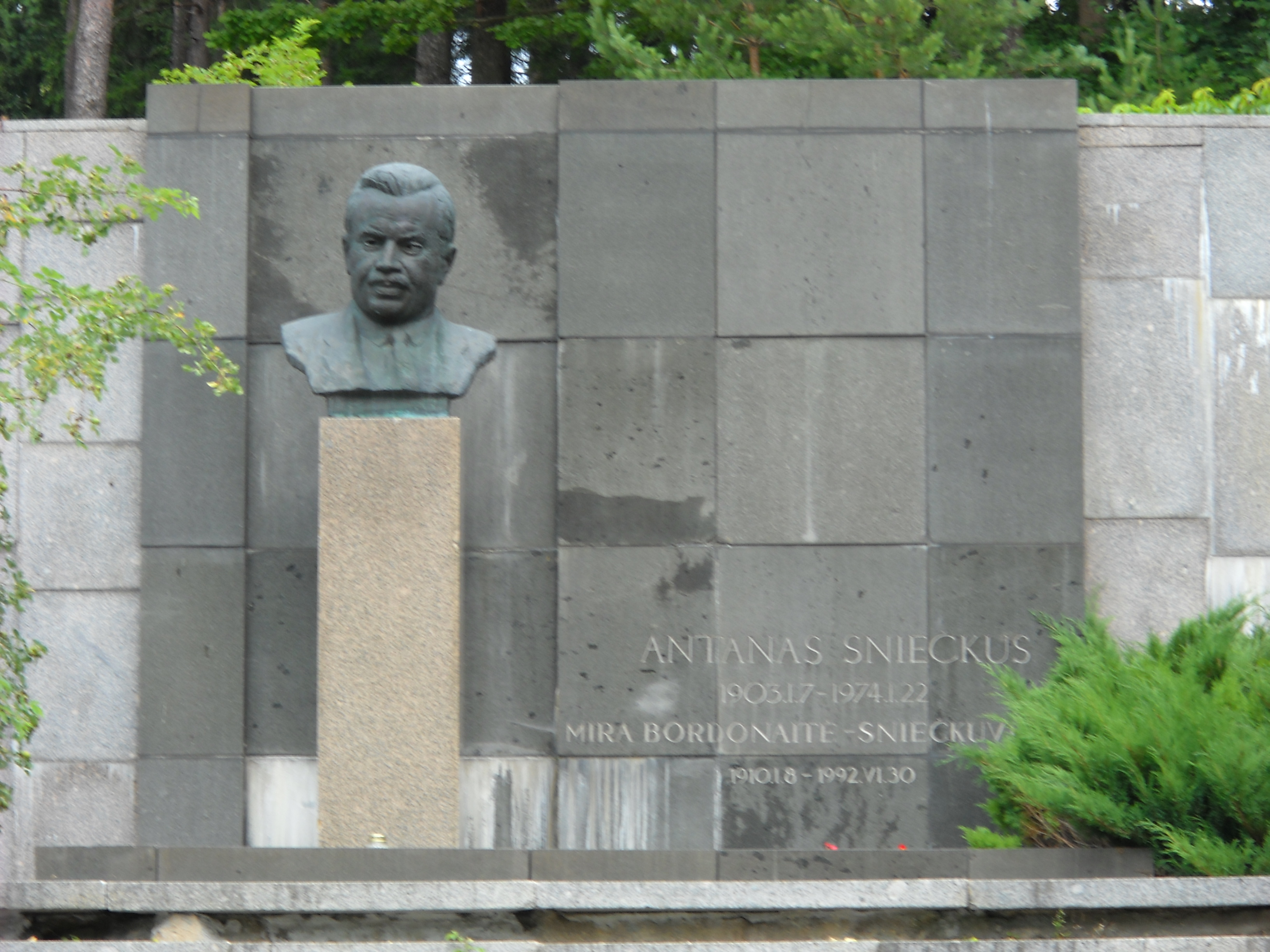
Grab von Snietschkus

Sniečkus war verheiratet mit Mira Bordonaite, einer Kommunistin, die viele Jahre in Gefängnissen verbracht hatte. Beide hatten zwei Kinder.

## Post Mortem
1975 wurde der Ort Sniečkus am See Visaginas gegründet, in dem das Kernkraftwerk Ignalina errichtet wurde. 1992 benannte man den Ort nach dem See um und verlieh ihm drei Jahre später Stadtrechte. Der jahrzehntelang mythologisierte Sniečkus verlor nach dem Zusammenbruch der Sowjetunion sämtliche Reputation, wird aber in den letzten Jahren gelegentlich rehabilitiert.